# Arrondissement de Nantes
O Arrondissement de Nantes é uma divisão administrativa francesa, localizada no departamento do Loire-Atlantique e a região do País do Loire.

## Localização

Localização do arrondissement de Nantes, na região do Loire-Atlantique, a região e seus arrondissements (descrito em branco). Em laranja, Nantes, principal cidade do arrondissement.

## História
Criado em 1800, o arrondissement de Nantes se beneficiou, após o decreto de 10 de setembro de 1926, da supressão do arrondissement de Ancenis, na absorção de território deste último, antes de ser restaurado em 1943.